# Aglais angustibalteata
Aglais angustibalteata är en fjärilsart som beskrevs av Raynor 1909. Aglais angustibalteata ingår i släktet Aglais och familjen praktfjärilar. Inga underarter finns listade i Catalogue of Life.